# Debbie Friedman
Deborah Lynn "Debbie" Friedman (23 de febrer de 1951, Utica, Nova York, 9 de gener de 2011 a Mission Viejo, Califòrnia) va ser una cantautora i una intèrpret de música religiosa jueva. Debbie tocava la guitarra i cantava en hebreu i en anglès. Friedman era coneguda per la seva versió de l'oració jueva Mi Shebeirach.
La música de Debbie Friedman, va tenir un impacte important en la litúrgia del judaisme reformista, en el judaisme conservador, i també en algunes comunitats jueves ortodoxes. Friedman era una cantant feminista.

## Discografia
- Songs of the Spirit- The Debbie Friedman Anthology
- Light These Lights
- Debbie Friedman Live at the Del
- The Water in the Well
- The Alef Bet
- Debbie Friedman at Carnegie Hall
- The World of Your Dreams
- And You Shall Be a Blessing
- Ani Ma'amin
- Not by Might Not by Power
- Sing Unto God - The Debbie Friedman Anthology
- One People
- As You Go On Your Way: Shacharit - The Morning Prayers
- It's You
- Shalom Aleichem